# 里奇·帕特森
里奇·帕特森（英語：Richie Patterson，1983年4月30日—），新西兰男子举重运动员。他曾代表新西兰参加2010年和2014年英联邦运动会举重比赛，获得一枚金牌和一枚银牌。